# Avril Lavigne
Avril Ramona Lavigne  (* 27. září 1984 Belleville, Ontario, Kanada) je kanadská zpěvačka, osmkrát nominovaná na cenu Grammy. V roce 2006 byla zařazena časopisem Canadian Business Magazine na sedmou příčku žebříčku nejvlivnějších Kanaďanů v Hollywoodu.

## Dětství
Narodila se v Belleville v Ontariu v Kanadě manželům Judith-Rosanne „Judy“ (rozené Loshaw) a Jean-Claudeovi Lavigneovým. Jméno Avril vybral její otec, který je po své matce francouzského původu, podle francouzského slova pro duben – avril. Lavigne má ještě staršího bratra Matthewa a mladší sestru Michelle. Se zpěvem začala velmi brzy, už ve dvou letech zpívala s matkou kostelní písně. Když jí bylo pět, přestěhovala se rodina do města Napanee. Ačkoli jsou její rodiče francouzského původu, ona sama dlouho francouzsky neuměla. Následně absolvovala lekce francouzštiny a přestěhovala se na pár dní do Paříže.
V roce 1998 vyhrála rozhlasovou soutěž, kde byla hlavní cenou možnost zazpívat si s Shaniou Twain. Na jejím koncertě v Corel Centre (nyní Scotiabank Place) v Ottawě pak zazpívala píseň „What Made You Say That?“.
Během svého vystupování s Lennox Community Theatre upoutala pozornost místního folkového zpěváka Steva Medda (příbuzný vlivného kanadského novináře Bena Medda), který ji pak pozval, aby se s ním podílela na písni „Touch the Sky“ na jeho albu Quinte Spirit (vyšlo 1999). Na jeho dalším albu My Window to You, které vyšlo rok nato, pak Avril zazpívala písně „Temple of Life“ a „Two Rivers“.
Když zpívala coververze country písní v knihkupectví v Kingstonu v Ontariu, všiml si jejího potenciálu manažer Cliff Fabri, který pak poslal její videa z domácích vystoupení několika vlivným lidem z hudebního průmyslu. Mark Jowett, spoluzakladatel kanadské manažerské firmy Nettwerk, byl jednou z oněch vlivných osob a Avriliny karaoke nahrávky pořízené ve sklepě se mu zalíbily. Domluvil jí proto spolupráci s manažerem Peterem Zizzo, s nímž pak pracovala v létě 2000 v New Yorku a napsala zde song „Why?“. Při dalším pobytu v New Yorku si jí všimla společnost Arista Records a podepsala s ní smlouvu. Už jako šestnáctiletá tak dostala příležitost pracovat na svém prvním albu.

## Hudební kariéra

### Let Go(2002–2003)
Album Let Go vyšlo 4. července 2002 a umístilo se na druhém místě v americkém žebříčku Billboard a na prvním místě v žebříčcích v Austrálii, Kanadě a Velké Británii. To z ní učinilo nejmladší sólovou umělkyni, které se něco takového v Británii povedlo. (V roce 2003 její rekord překonala Joss Stone.) Již měsíc po vydání bylo album multiplatinové, o dva týdny později trojnásobně platinové a po šesti měsících dokonce čtyřnásobně platinové. Celosvětově se ho prodalo 16 milionů kusů.
Z alba byly vydány čtyři singly. Píseň „Complicated“ se dostala v Austrálii na první místo, v americké hitparádě U.S. Hot 100 na druhé místo a v Kanadě se stala nejlépe prodávaným kanadským singlem roku 2002. Překonala tak rekord Natalie Imbruglie, když se jí podařilo udržet singl Complicated na prvním místě v hitparádě Contemporary Hit Radio jedenáct týdnů v kuse. Následující singly Sk8er Boi a I'm With You se dostaly v americkém žebříčku do první desítky, I'm With You pak i do první desítky ve Velké Británii a Losing Grip bodoval v Top 10 na Tchaj-wanu a v Top 20 v Chile.
Za píseň „Complicated“ získala cenu za nejlepšího nového umělce (Best New Artist) na MTV Video Music Awards 2002. Na Juno Awards 2003 proměnila čtyři ze šesti nominací a byla jí také udělena cena World Music Award za nejlépe prodávaného kanadského umělce na světě. Obrovským úspěchem bylo v roce 2003 i osm nominací Grammy, včetně kategorie Nejlepší nový umělec (Best New Artist) a Skladba roku (Song of the Year) za Complicated (2003).

### Under My Skin(2004–2006)

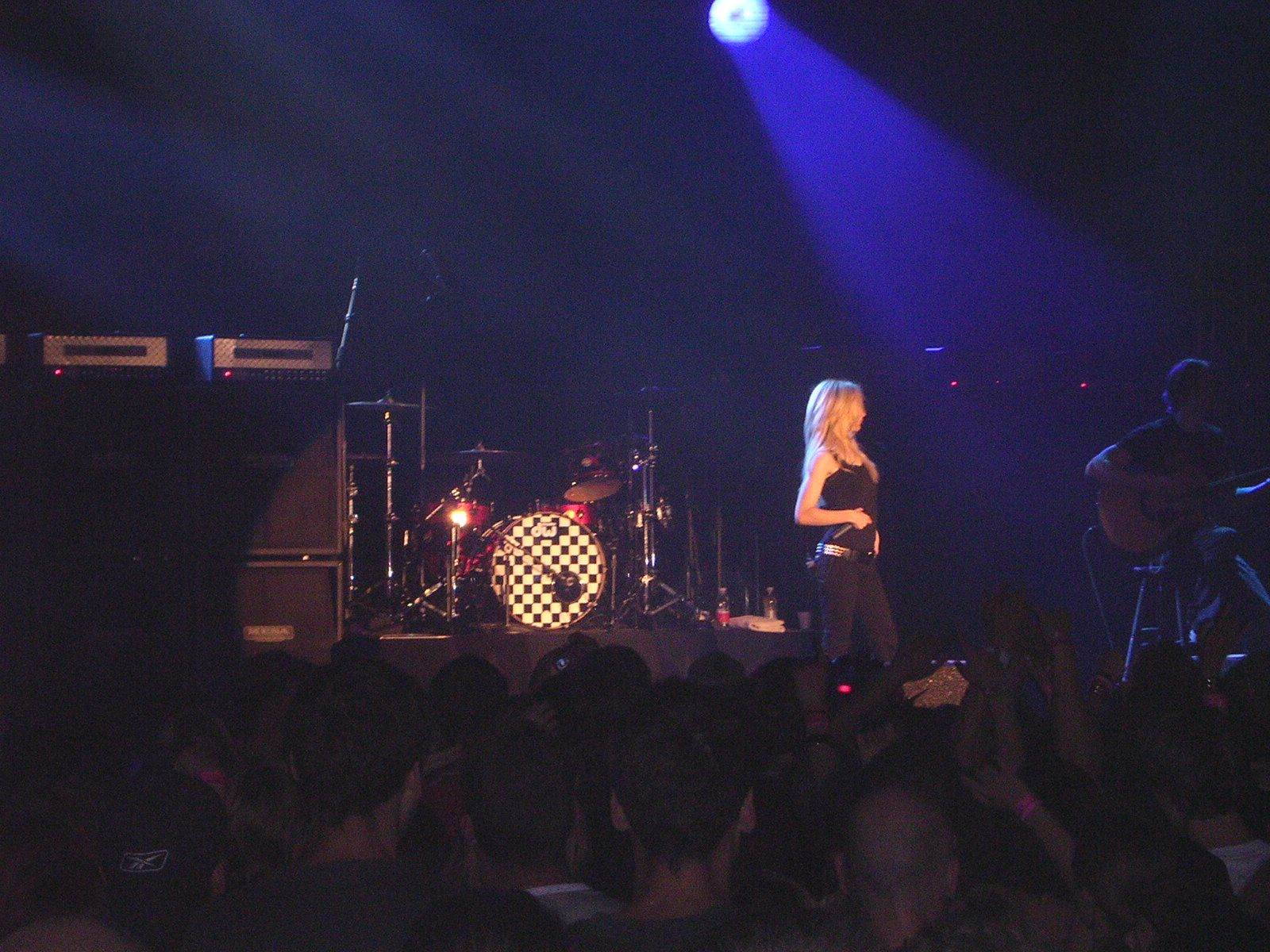
Avril Lavigne při vystoupení v Praze

Její druhé album Under My Skin vyšlo 25. května 2004 v USA. Tam se okamžitě umístilo na prvním místě, stejně jako ve Velké Británii, Německu, Japonsku, Austrálii, Kanadě, Mexiku, Argentině, Španělsku, Irsku, Thajsku, Koreji a Hongkongu. V USA se ho prodalo v prvním týdnu prodeje přes 380 000 kusů. U většiny písní spolupracovala s kanadskou písničkářkou Chantal Kreviazuk, na některých písních se podíleli i Ben Moody (bývalý člen Evanescence), Butch Walker a její bývalý kytarista Evan Taubenfeld. Manžel Chantal Kreviazuk, Butch Walker a Don Gilmore album produkovali.
Úvodní singl Don't Tell Me se dostal na první místo v Argentině a Mexiku, ve Velké Británii do top 5 a do top 10 v Austrálii a Brazílii. Singl My Happy Ending se dostal do americké top10 a stal se tak jejím třetím největším hitem v USA. Třetí singl Nobody's Home se nedostal ani do top 40. Čtvrtý singl He Wasn't se ve Velké Británii dostal na 23. místo a na 25. v Austrálii a v USA nebyl jako singl vydán. Ani u poslední vydaného singlu Fall to Pieces se už úspěch prvních singlů z tohoto alba neopakoval.
Na World Music Awards 2004 získala Lavigne dvě ceny: za nejlepšího poprockového umělce a za nejlépe prodávaného kanadského umělce roku. Získala pět nominací na ceny Juno Award 2005, z nichž následně tři vyhrála. Na 18. udělování cen Nickelodeon Kids' Choice byla oceněna cenou za nejoblíbenější zpěvačku (Favorite Female Singer). Avril napsala společně s Matthewem Gerardem píseň „Breakaway“ pro Kelly Clarkson a ta se pak objevila na soundtracku k filmu Deník princezny 2 a na albu Clarksonové, jež dostalo také název Breakaway.
K propagaci alba Under My Skin se vydala na turné Live and by Surprise po 21 městech v USA a Kanadě. První zastávkou byl Minneapolis, Avril Lavigne vystupovala zásadně jen po obchodních domech a každé vystoupení se skládalo z krátkých akustických programů. Doprovázel ji její kytarista Evan Taubenfeld. Vystoupení bylo oznámeno nanejvýš dva dny předem. Turné bylo velmi úspěšné.
Většinu roku 2005 strávila na turné a rozjížděla svou hereckou a modelingovou kariéru. Vystoupila na zimní olympiádě 2006 v italském Turíně s písní „Who Knows“ při oficiálním předávání „štafety“ zimních her Kanadě, kde se připravovaly olympijské hry pro rok 2010.

### The Best Damn Thing(2007–2010)
Její třetí album The Best Damn Thing vyšlo v dubnu 2007. Produkovali ho Dr. Luke, její manžel Deryck Whibley, Rob Cavallo, Butch Walker a ona sama. Travis Barker byl na albu bubeníkem. Svůj rádiový debut si album odbylo v rádiu Hot 89.9 v Ottawě 14. dubna 2007 v 6 hodin odpoledne. Na svém profilu na MySpace Lavigne prozradila, že prvním singlem bude píseň Girlfriend a že má vyjít 29. ledna, ale toto datum se posunulo kvůli vzrůstající rádiové popularitě singlu Keep Holding On. Singl Girlfriend měl nakonec premiéru 26. února. Debutoval v hitparádě Billboard Hot 100 na pátém místě. To je její nejlepší singlový debut a na internetu se ho v internetovém obchodě iTunes prodalo přes 122 000 kusů. Girlfriend také debutoval na třetím místě v hitparádě Billboard's Top Digital Songs, do které se tak Avril Lavigne dostala podruhé (jejím prvním singlem, který v hitparádě bodoval, byl zmíněný Keep Holding On). Píseň Girlfriend má refrén nazpívaný v osmi různých jazykových verzích. Nazpívala ho ve španělštině, portugalštině, mandarinské čínštině, japonštině, italštině, němčině, francouzštině a samozřejmě v angličtině. Dalšími úspěšnými singly z alba The Best Damn Thing byly písně „When You’re Gone“ a „Hot“. V březnu 2008 vyrazila Lavigne na turné The Best Damn Tour, aby podpořila prodej nového alba. V témže měsíci se také objevila už podruhé v kariéře na obálce časopisu Maxim. V srpnu měla účinkovat v Kuala Lumpur, ale malajská islamistická opoziční strana Pan-Malaysian Islamic Party chtěla koncert zakázat, jelikož její pohyby na pódiu byly prý „příliš sexy“ a koncert, jenž se měl konat dva dny před malajským Dnem nezávislosti (ten se slaví 31. srpna), by prý propagoval špatné mravy.

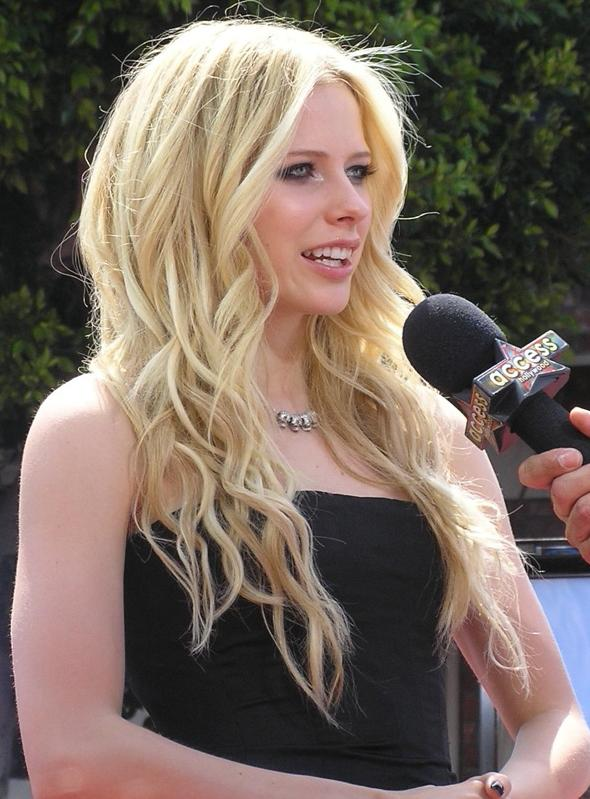
Avril během rozhovoru na konci roku 2006

### Goodbye Lullaby(2011–2012)
V listopadu 2008, měsíc po skončení turné The Best Damn Tour, začala nahrávat ve svém studiu skladbu „Black Star“, která byla napsána pro propagační kampaň k jejímu stejnojmennému parfému. V červenci 2009 bylo pro nové album nahráno devět písní, včetně skladeb „Fine, Everybody Hurts“ a „Darlin“. Několik písní napsala Lavigne už dříve, např. „Darlin“ byla druhou skladbou, kterou ona sama napsala jako patnáctiletá, když žila v Napanee v Ontariu. O albu řekla, že je o „životě“. „Nedělá mi problém napsat song, ve kterým si budu dělat srandu z kluků nebo se do nich pořádně obuju, ale sednout si a upřímně psát o něčem, co je mi blízké, o něčem, čím jsem si prošla, to je úplně něco jinýho,“ uvedla pro časopis Rolling Stone. Od alba, jež mělo být z velké části akustické, se čekalo, že se na něm zpěvačka vrátí ke svému starému hudebnímu stylu. Podle autorky byly písně na albu naprosto odlišné od její předchozí tvorby s výjimkou hlavního singlu „What the Hell“. Pro MTV k tomu řekla: „Jsem teď dospělejší, což se musí nějak projevit i v mojí hudbě, už to nebude jen pop rock“.
V lednu 2010, během práce na novém albu, si odskočila ke spolupráci se společností Disney a vytvořila pro ni kolekci oděvních designů inspirovaných filmem Tima Burtona Alenka v říši divů. Požádala vedení společnosti, jestli by nemohla pro film napsat píseň, a tak vznikla skladba „Alice“, která ve filmu zazněla při závěrečných titulcích a objevila se i na soundtracku Almost Alice.
Během koncertu v rámci závěrečného ceremoniálu XXI. zimních olympijských her 2010 ve Vancouveru zazpívala Avril své písně „My Happy Ending“ a „Girlfriend“. Přestože si velmi vážila toho, že mohla na koncertu účinkovat, litovala, že se kvůli němu nemohla zúčastnit hokejového zápasu mezi Spojenými státy a Kanadou: „Drželi nás všechny pod zámkem. Z bezpečnostních důvodů jsme nesměli z našich karavanů ani na krok“.
Oficiální uvedení alba na trh bylo několikrát odloženo. „Píšu si svoji vlastní hudbu a tak mi trvá dýl, než dám všechny nahrávky dohromady, protože ty věci musím nejdřív prožít, abych měla o čem psát“, zdůvodnila Avril opakované odklady, zároveň dodala, že teď má dost materiálu na dvě desky. V lednu uvedla pro časopis Maxim, že album Goodbye Lullaby bylo hotové za dva a půl roku, a dodala, že důvodem zdržení byla její nahrávací společnost, jelikož dokončené bylo ve skutečnosti už rok. Goodbye Lullaby se mělo na pultech objevit 8. března. Hlavní singl „What the Hell“ měl premiéru 31. prosince 2010 v pořadu Dick Clark's New Year's Rockin' Eve.
V prosinci 2010 vydala americká zpěvačka Miranda Cosgroveová píseň „Dancing Crazy“, kterou napsali Lavigne, Max Martin a Shellback. Martin skladbu zároveň i produkoval. Spekulovalo se o tom, že tento track byl původně určen pro album Goodbye Lullaby, ale nakonec z jeho použití sešlo.
V lednu 2011 vydala první singl z Goodbye Lullaby s názvem „What the Hell“. Druhým singlem alba byla píseň „Smile“, která vyšla 20. května 2011. Třetím singlem se stala skladba „Wish You Were Here“, jež vyšla 9. září i s videoklipem, ihned se stala nejúspěšnějším singlem z celého alba.

### Avril Lavigne(2012–2013)
Na pátém albu začala pracovat vzápětí po vydání Goodbye Lullaby. Prvním singlem z připravované desky se stala píseň „Here's to Never Growing Up“. Na albu se také objevil duet s jejím manželem Chadem Kroegerem nebo píseň „Bad Girl“, která vznikla ve spolupráci s Marylin Mansonem. Během vystoupení v The Viper Room v Los Angeles zazpívala svým fanouškům píseň „Seventeen“, která se na této desce také objevila. Dne 18. července vypustila na svůj YouTube kanál druhý singl Rock N Roll. Skladba oficiálně vyšla 30. července. Další píseň „Let Me Go“ zpěvačka vypustila 7. října a o 8 dní později i videoklip k ní. Celé album vyšlo 5. listopadu 2013. Avril pak začala připravovat turné po světě. Na konci dubna 2014 vyšel 4. singl pro Japonsko „Hello Kitty“, který sklidil mnoho kritických ohlasů, dokonce byl nazván rasistickým, a to právě kvůli primárnímu zaměření na japonský trh.

### Head Above Water(2019)
Své šesté album Head Above Water vydala po téměř pětileté pauze, při které bojovala s lymskou boreliózou. O svém zážitku s nemocí zpívala v písni „Head Above Water“. „Myslela jsem, že umřu,“ řekla při jednom ze svých rozhovorů. Další písně z alba jsou např. „Tell Me It's Over“, kterou vydala po písni „Head Above Water“ hned jako druhou, nebo píseň „Dumb Blonde“, kterou nazpívala společně s Nicki Minaj.
Své fanoušky Avril Lavigne pojmenovala „Little Black Stars“. Avril má ráda hvězdičky,[zdroj⁠?!] má je i vytetované a jeden z jejích parfémů se jmenuje Black Star. Uspořádala také turné The Black Star Tour.

### Love Sux(2022)
Její sedmé studiové album, Love Sux, vyšlo 25. února 2022 u DTA a Elektra Records. Na albu Avril spolupracovala s různými umělci včetně Machine Gun Kellyho, Blackbeara a Marka Hoppuse z Blink-182. Na albu se nachází 12 písní, mezi něž patří nejznámější „Bite Me“, „Love It When You Hate Me“, „Love Sux“ nebo „Bois Lie“.

## Ostatní činnost

### Abbey Dawn
V červenci 2008 navrhla vlastní řadu oblečení, které pojmenovala Abbey Dawn, podle přezdívky, kterou měla v dětství. Exkluzivním prodejcem této značky jsou v Americe obchodní domy Kohl′s. Oblečení je určené pro mladé obdivovatelky jejího stylu – častým motivem jsou lebky, zebří pruhy a motivy hvězd v kombinaci s tmavě fialovou, sytě růžovou a černou. Některé kusy ještě před oficiálním uvedením na trh sama při svých koncertech oblékla, proto zdůraznila, že značce nepropůjčila jenom jméno: „Já jsem ten, kdo oblečení navrhuje. Pro mě je nejdůležitější, aby bylo zpracování kvalitní a aby všechno dobře padlo, takže si každý kus osobně vyzkouším a až potom schválím.“ V březnu 2012 se tato značka začala prodávat i u nás a to v prodejních sítích Iron Fist.

### Kosmetika
V roce 2009 se spojila se společností Procter & Gamble Prestige a vydala s jejich pomocí svůj první parfém s názvem Black Star. Jeho oficiální uvedení na trh bylo oznámeno na webových stránkách zpěvačky 7. března 2009, v Evropě se objevil však až v létě a v Kanadě a USA ještě o něco později. Parfém, který v sobě spojuje jemné tóny růžového ibišku, černé švestky a tmavé čokolády je prodáván ve flakónu ve tvaru hvězdy. Druhý parfém, Forbidden Rose, byl uveden na trh v červnu 2010. Tentokrát se v něm snoubily tóny červeného jablka, broskve, černého pepře, lotosového květu, otočníku, santalového dřeva, pralinek a vanilky. Děj reklamního spotu, který byl k propagaci parfému vyroben, se odehrává v temně gotické zahradě, do které vejde Avril a nalezne zde purpurovou růži. Flakon Forbidden Rose, jehož vršek zdobí tmavá růže, je vyveden v kombinaci purpurové a černé se stříbrnými odlesky. Roku 2011 vyšla její třetí vůně s názvem Wild Rose, která má podobný flakon jako její druhá vůně avšak růžové barvy.

### Filmová kariéra
Zajímá se také o účinkování ve filmech a seriálech. První televizní roli obdržela v roce 2002 v jedné z epizod seriálu Sabrina – mladá čarodějnice, kde se svou kapelou zahrála píseň Sk8er Boi ve scéně v nočním klubu. Podobnou roli dostala i ve filmu z roku 2004 Divoká jízda (Going the Distance). Hlavní hrdinové do sebe vrazí v zákulisí MuchMusic Video Awards po tom, co Avril odehraje svoji skladbu Losing Grip.
Role v celovečerních filmech si vybírá opatrně a na začátku cíleně hledala malé příležitosti. Po úspěšném konkurzu dostala malou roli ve filmu z roku 2007 Osobní spravedlnost (The Flock). Scéna se natáčela v Novém Mexiku a Avril si v ní zahrála Beatrice Bell, přítelkyni hlavního podezřelého. Ve filmu se objevila po boku Claire Danesové a Richarda Gerea. Přestože se zmíněná scéna natáčela už v roce 2005, film se nakonec vůbec nedostal do amerických kin a v zahraničí se objevil až ve zmiňovaném roce 2007. Z toho důvodu tak nemůžeme o tomto filmu mluvit jako o jejím debutu. V kinech se totiž rok před Osobní spravedlností objevil jiný film, ve kterém účinkovala, byť jen hlasem. Za plotem byl natočen podle stejnojmenného kresleného seriálu a ona v něm namluvila postavu vačice Heather. Film měl premiéru 19. května 2006 a jenom během prvního víkendu vydělal 38 miliónu dolarů. Celosvětové tržby se vyšplhaly na 336 miliónů dolarů.
V roce 2006 se v kinech objevil ještě jeden film, ve kterém si zahrála. Film Fast Food Nation byl natočen podle knihy Fast Food Nation: The Dark Side of the All-American Meal. Fiktivní adaptace, kterou natočil režisér Richard Linklater, sleduje cestu hamburgerů kontaminovaných kraví stolicí až k počátku jejich cesty na americký talíř - na jatka. Lavigne zde hraje roli středoškolské studentky, která bojuje za osvobození krav. Film měl premiéru 17. listopadu 2006 a zůstal v kinech jedenáct týdnů. Celosvětově vydělal dva milióny dolarů.
Za plotem i Fast Food Nation byly promítány na filmovém festivalu v Cannes. Do Cannes přijela a v rozhovoru řekla, že je poctěna tím, že se může festivalu účastnit a že je pyšná na svou práci. Na otázku, zda se hodlá dál věnovat filmové kariéře, odpověděla, že nechce nic uspěchat a že si chce počkat na ty „pravé role v těch pravých filmech“. V srpnu 2006 byla časopisem Canadian Business umístěna na sedmé místo jeho výročního seznamu nejmocnějších kanadských celebrit v Hollywoodu. Pořadí bylo sestaveno na základě porovnání honorářů, četnosti vyhledávání dané celebrity na internetu a zmínkách v televizi a v tisku.
V animovaném filmu Charming z roku 2017 propůjčila hlas postavě Sněhurky.

#### Filmografie
- 2002: Sabrina – mladá čarodějnice (Sabrina, the Teenage Witch), role: sama sebe
- 2004: Divoká jízda (Going the Distance), role: sama sebe
- 2006: Za plotem (Over the Hedge), role: Heather (hlas)
- 2006: Fast Food Nation, role: Alice
- 2007: Osobní spravedlnost (The Flock), role: Beatrice Bell

## Osobní život
Říkalo se, že je vegetariánka. Nedávno[kdy?] však v jednom interview řekla, že už se za vegetariánku označovat nebude „pro případ, že by ji někdo přistihl, jak jí maso“. Když byla ještě teenager, chodila v Napanee do restaurace La Pizzeria. V dokumentu Under My Skin Bonez Documentary na sebe prozradila, že jejím oblíbeným jídlem je pizza s olivami. Příliš si ji však nedopřává, protože pizza není dobrá pro její hlas. La Pizzeria se na počest své slavné návštěvnice rozhodla tento druh pizzy po ní pojmenovat. Pro fanoušky navíc připravila návštěvní knihu, do které jí mohou napsat vzkaz. Vzkazy si pak zpěvačka vyzvedává, když přijede do Napanee navštívit rodiče.
Na levém zápěstí má vytetovanou hvězdu. Stejnou má i její kamarád a spolupracovník Ben Moody. Na konci roku 2004 si nechala na pravé zápěstí vytetovat malé růžové srdce s písmenem D – podle křestního jména svého nastávajícího manžela Derycka Whibleyho, s nímž si také koupila dům v Beverly Hills.
Byla spojována se svým bývalým kytaristou Evanem Taubenfeldem, i když s ním ve skutečnosti nikdy nechodila. Evan ji přesto stále považoval za „nejdražší kamarádku na světě“, jak uvedl na svých oficiálních stránkách. V jednom rozhovoru pro časopis J-14 řekla, že svou první pusu dostala ve 14 letech. V časopise M z roku 2003 byl článek o tom, že bývalý přítel Avril prodává její milostné dopisy na eBay.
V únoru 2004 začala chodit s Deryckem Whibleym, hlavním zpěvákem skupiny Sum 41. V červnu 2005 požádal Deryck Avril o ruku na dovolené v Benátkách. Původně chtěla mít „rokenrolovou svatbu v goth stylu“, ale později přiznala, že měla trochu obavy jít proti tradici. „Už od dětství jsem snila o dni, kdy se budu vdávat. Musím mít na sobě bílou... Lidé si mysleli, že se budu vdávat v černých šatech a taky bych to asi udělala, jenže pak jsem si uvědomila, že bych se nechtěla dívat po dvaceti letech na svoje svatební fotky a říkat si, proč jsem proboha vypadala takhle.“ Vzali se v sobotu 15. července 2006 v kalifornském pobřežním městě Montecito. Ceremoniál začal v 5 hodin odpoledne a trval 20 minut. Avril na sobě měla šaty od návhrářky Very Wang a Deryck oblek od Huga Bosse. Svatby se zúčastnilo asi 110 hostů. Jako svou svatební píseň si zvolili „Iris“ od skupiny The Goo Goo Dolls. V září 2009 se po téměř čtyřech letech rozvedli.
V únoru 2012 začala pracovat na svém novém albu, spolupracovala zde se zpěvákem skupiny Nickelback Chadem Kroegerem. V průběhu spolupráce spolu začali chodit a 8. srpna téhož roku ji Chad požádal o ruku. V pondělí 1. července[kdy?] se po ročním vztahu vzali. Po dvou letech se odloučili a rozvedli.
Od roku 2014 se potýkala s lymskou boreliózou a nebylo o ní nějaký čas slyšet, byla upoutána na lůžko.
V roce 2018 randila s miliardářem Phillipem Sarofim.
Od roku 2021 chodí s rapperem Mod Sunem (Derek Ryan Smith), se kterým nazpívala píseň Flames. Pár se v roce 2022 zasnoubil.

## Charita
Zapojuje se do množství charitativních aktivit např. Make Some Noise, Amnesty International, Erase MS, AmericanCPR.org, Camp Will-a-Way, Music Clearing Minefields, U.S. Campaign for Burma, Make-a-Wish Foundation a War Child. Objevila se také v kampani řetězce obchodů ALDO, jejíž výtěžek byl určen pro nadaci Youth AIDS. V roce 2007 se zúčastnila koncertu Unite Against Aids na podporu Unicef, který ALDO pomohl uskutečnit. Koncert se konal v Bell Centre v Montrealu. V listopadu 2010 se Avril zúčastnila setkání Clinton Global Initiative.
Během svého turné v roce 2005 spolupracovala s neziskovou organizací Reverb, která bojuje za udržitelnost životního prostředí. Na albu Peace Songs, které připravila organizace War Child, nazpívala coververzi písně Knockin' on Heaven's Door a předělávkou Imagine Johna Lennona přispěla na albu Instant Karma: The Amnesty International Campaign to Save Darfur. Druhé zmíněné bylo vydáno 12. června 2007 na podporu kampaně, kterou se Amnesty International snažila zmírnit krizi v Dárfúru.
Roku 2010 založila vlastní nadaci (The Avril Lavigne Foundation). Nadace Avril Lavigne R.O.C.K.S. na podporu dětí a mládeže žijící s vážným onemocněním a zdravotním postižením. Název je složen z počátečních písmen pěti cílů, které si nadace vytyčila: Respect (respekt): Respektovat potřeby všech dětí a mládeže, bez ohledu na jejich situaci, a podpořit ostatní, aby dělali totéž. Opportunity (příležitost): Vytvořit příležitost pro děti a mládež se závažným onemocněním nebo zdravotním postižením, aby následovali svoje sny. Choices (možnosti): Nabídnout možnosti volby, tak aby děti a mládež viděla, že mají mnoho možností v životě, a ne jen jediný způsob, definovaný jejich situaci. Knowledge (informovanost): Informovat o tom, co je možné pro děti, mládež a jejich rodiny prostřednictvím nového programu, které bude nadace Avril Lavigne podporovat a pomáhat rozšiřovat. Strength (síla): Dát dětem a jejich rodinám sílu čelit jejich každodenním problémům.

## Doprovodná kapela

### Současní členové
- Mark Spicoluk – baskytara, vokály (od r. 2007)
- Matthew Braun – bicí, vokály (od r. 2007)
- Stephen Anthony Ferlazzo Jr. – klávesové nástroje, vokály (od r. 2007)
- Jim McGorman – kytara, vokály (od r. 2007)
- Devin Bronson – hlavní kytara, vokály (od r. 2004)

### Bývalí členové
- Mark Spicoluk – baskytara, vokály (srpen 2002 – září 2002)
- Jesse Colburn – kytara (2002 – říjen 2003)
- Evan Taubenfeld – hlavní kytarista, vokály (2002 – září 2004)
- Craig Wood – kytara, vokály (2003 – leden 2007)
- Matt Brann – bicí (2002 – únor 2007)
- Charlie Moniz – baskytara (2002 – únor 2007)
- Sofia Toufa – vokály, tanečnice (od r. 2007)
- Lindsey Blaufarb – vokály, tanečnice (od r. 2007)

## Diskografie
- Let Go (2002)
- Under My Skin (2004)
- The Best Damn Thing (2007)
- Goodbye Lullaby (2011)
- Avril Lavigne (2013)
- Head Above Water (2019)
- Love Sux (2022)